# زيت الجوز
زيت الجوز هو الزيت المستخرج من ثمار الجوز الشائع. يحتوي الزيت على أحماض دهنية متعددة غير مشبعة وأحماض دهنية أحادية غير مشبعة ودهون ودهون مشبعة.